# Pampliega
Pampliega – gmina w Hiszpanii, w prowincji Burgos, w Kastylii i León, o powierzchni 24,4 km². W 2011 roku gmina liczyła 363 mieszkańców.